# Heck (Familienname)
Heck ist ein deutscher Familienname.

## Namensträger

### A
- Albert J. R. Heck (* 1964), niederländischer Biochemiker
- Alexis Heck (1830–1908), Luxemburger Hotelier
- Alfred Heck (1944/1945–1988), deutscher Motorrad-Rennfahrer
- André Heck (* 1947), belgischer Astronom
- Anne Heck-Guthe (* 1952), deutsche Kommunalpolitikerin und Bürgermeisterin
- August Heck (1888–1969), deutscher Uhrmacher, Organist und Dirigent

### B
- Barbara Heck (1734–1804), britische Methodistenführerin in Nordamerika
- Bernhard Heck (* 1951), deutscher Geodät und Professor für Geodäsie
- Bill Heck (* 1978/1979), US-amerikanischer Schauspieler
- Brigitte Gerstner-Heck (* 1948), deutsche Juristin und Richterin
- Bruno Heck (1917–1989), deutscher Politiker und Minister (CDU)

### C
- Carl Heck (auch Karl Heck; 1907–nach 1981), deutscher SA-Führer
- Christian Heck (* 1949), französischer Kunsthistoriker
- Christine Schmidt-Heck (1932–2019), deutsche Malerin und Illustratorin
- Christopher Heck (* 1974), deutscher Fußballtrainer und Sportlehrer
- Claus Heck, literarische Kunstfigur von Aléa Torik (* 1966), deutscher Schriftsteller

### D
- Daniel Heck (Schauspieler) (* 1983), deutscher Schauspieler
- Daniel W. Heck (* 1988), Professor für Psychologische Methodenlehre
- Dennis Heck (* 1952), US-amerikanischer Politiker
- Detlef Heck (* 1970), deutscher Bauingenieur und Hochschullehrer
- Dieter Thomas Heck (1937–2018), deutscher Fernsehmoderator
- Douglas Heck (1918–1993), US-amerikanischer Diplomat

### E
- Eberhard Heck (1937–2022), deutscher Altphilologe
- Ed Heck (* 1963), US-amerikanischer Pop-Art-Künstler
- Erich Heck (Erich Johannes Heck; 1922–2017), deutscher katholischer Theologe
- Erik Madigan Heck (* 1983), US-amerikanischer Fotograf
- Ernst Heck (1904–1997/1998), deutscher Violinist, Dirigent, Verleger, Instrumentengutachter, Komponist und Musikschulgründer
- Erwin Heck (1928–2025), deutscher Politiker (FDP)
- Eugen Heck (1897–1987), deutscher Gymnasiallehrer

### F
- Fabian Heck (* 1971), deutscher Sprachwissenschaftler und Hochschullehrer
- Felicitas Heck, deutsche Soundeditorin, Sounddesignerin
- Franz Heck (Radsportler) (1899–1977), luxemburgischer Radrennfahrer
- Franz Heck (Rennfahrer), deutscher Motorradrennfahrer
- Friedrich Heck (1865–1939), Schulvorsteher und Mitglied des Deutschen Reichstags
- Fritz Heck (1894–1948), deutscher Mediziner

### G
- Gene W. Heck (1944–2010), US-amerikanischer Wirtschaftshistoriker
- Georg Heck (1897–1982), deutscher Maler und Grafiker
- Gerhard Heck (* 1938), deutscher Pädagoge, Historiker und Reisebuchautor
- Gernot Heck (1940–2021), deutscher Politiker (CDU)

### H
- Hans Heck (1906–1942), deutscher kommunistischer Widerstandskämpfer
- Harald Heck (1954–2018), deutscher Fußballspieler und -trainer
- Heinz Heck (1894–1982), deutscher Biologe und Zoodirektor
- Heinz Heck (Journalist) (1934/1935–2009), deutscher Wirtschaftsjournalist
- Herbert-Lothar Heck (1904–1967), deutscher Geologe
- Hermann Heck (Historiker) (1886–1973), deutscher Landes- und Regionalhistoriker
- Hermann Heck (* 1940), deutscher Sportmediziner, Hochschullehrer

### J
- Jochen Heck (* 1947), deutscher Ruderer
- Joe Heck (* 1961), US-amerikanischer Politiker
- Johann Heck (Mediziner) (um 1400–1472), Magister der freien Künste, Doktor der Medizin und Professor an der Kölner medizinischen Fakultät
- Johann Georg Heck (1795–1857), deutscher Verlagskaufmann, Lithograf, Kartograf, Geograf und Autor
- Johannes Heck, Mitglied des Provinziallandtages der Provinz Hessen-Nassau
- Josef Heck (1875–1951), französisch-schweizerischer Fotograf
- Jürgen Heck (* 1950), deutscher Chemiker und Hochschullehrer

### K
- Karl Heck (Richter) (1896–1997), deutscher Richter
- Karl Friedrich Heck (1874–1934), deutscher Priester, Lehrer und Heimatforscher
- Kati Heck (* 1979), deutsche Malerin
- Kilian Heck (* 1968), deutscher Kunsthistoriker, Genealoge, Autor und Hochschullehrer

### L
- Louis Heck (1880–?), deutscher Fußballspieler
- Ludwig Heck (Zoologe) (1860–1951), deutscher Biologe und Zoodirektor
- Ludwig Heck (Chemiker) (1930–2021), deutscher Chemiker und Hochschullehrer
- Lutz Heck (1892–1983), deutscher Zoologe und Zoodirektor

### M
- Manfred Heck (* 1950), deutscher Psychologe, Psychotherapeut und Hochschullehrer
- Mathilda Heck (1877–1970), Schweizer Hotelwirtin
- Max W. Heck (1869–1938), deutscher Jurist und Politiker
- Meinrad Heck (* 1957), deutscher Journalist und Autor
- Michael Heck (* 1964), deutscher Komponist und Schlagersänger
- Michael Heck (Basketballspieler) (* 1971), deutscher Basketballspieler
- Moritz Heck (* 2002), deutscher Basketballspieler

### O
- Olivier Heck (* 1966), französischer Bogenschütze
- Oscar Heck (1902–1975), deutscher Architekt, Konservator und Denkmalpfleger

### P
- Paul Heck (Kunstsammler) (1880–??), deutscher Jurist und Kunstsammler
- Paul van Heck (* 1952), niederländischer Romanist
- Paul L. Heck (* 1966), US-amerikanischer Islamwissenschaftler
- Peter Heck (Verwaltungsjurist, 1906) (1906–nach 1969), deutscher Verwaltungsjurist, Stadtdirektor von Rheydt
- Peter Heck (Verwaltungsjurist, 1908) (1908–nach 1960), deutscher Verwaltungsjurist und Ministerialbeamter
- Peter Heck (Schriftsteller) (Peter Jewell Heck; * 1941), US-amerikanischer Schriftsteller
- Peter Heck (Geograph) (* 1952), deutscher Biogeograph und Hochschullehrer
- Philipp Heck (1858–1943), deutscher Jurist

### R
- Ralf Heck (* 1958), deutscher Fußballspieler
- Ralph Heck (* 1956), belgischer Manager
- Richard F. Heck (1931–2015), US-amerikanischer Chemiker
- Richard G. Heck, US-amerikanischer Philosoph
- Robert Heck (1831–1889), deutscher Porträt- und Genremaler
- Robert Heck (Heimatforscher) (1873–1958), deutscher Apotheker, Bürgermeister und Heimatforscher
- Roman Heck (1924–1979), polnischer Historiker
- Rudolf Heck (1911–2007), deutscher Maler

### S
- Sebastian Heck (* 1995), deutscher Basketballspieler
- Stefan Heck (* 1982), deutscher Politiker (CDU)
- Stefanie Kuljevan-Heck (* 1985), deutsche Fußballspielerin

### T
- Theodor Heck (1896/1898–1976), deutscher Bauernhausforscher, Heimatpfleger, Maler und Museumsgründer
- Thomas Heck (Physiker) (* 1960), deutscher Physiker
- Thomas Heck (Leichtathlet) (* 1962), deutscher Mittelstreckenläufer
- Thomas F. Heck (* 1943), US-amerikanischer Musikwissenschaftler
- Thomas Leon Heck (* 1957), deutscher Antiquar, Publizist und Verleger

### V
- Victor Heck (* 1968), deutscher Basketballspieler

### W
- Walter Heck (Grafiker) (1897–nach 1944), deutscher Grafikdesigner
- Walter Heck (1910–1987), deutscher Marineoffizier, zuletzt Flottillenadmiral der Bundeswehr
- Walter Emil Heck (1915–1964), US-amerikanischer HNO-Arzt
- Werner Heck (* 1955), deutscher Fußballspieler
- Werner Heck-Wagner (1908–1990), Schweizer Fotograf
- Wilhelm Heck (1845–1907), deutscher Uhrmacher und Musiker
- Wolfgang Heck (* 1955/1956), deutscher Unternehmer und Firmengründer

### Y
- Yves Heck (* 1972), französischer Theaterschauspieler und Filmschauspieler